# Anatolij Barkowski
Anatolij Aleksandrowicz Barkowski (ros. Анатолий Александрович Барковский, ur. 6 maja 1921 w Moskwie, zm. około 2001) – radziecki dyplomata.

## Życiorys
Członek WKP(b), 1948 ukończył Moskiewski Instytut Historyczno-Archiwalny, od 1951 pracował w Ministerstwie Spraw Zagranicznych ZSRR. Od 1952 do 22 lutego 1958 I sekretarz Ambasady ZSRR w Egipcie, od lutego 1958 do marca 1959 I sekretarz Wydziału Państw Bliskiego Wschodu MSZ ZSRR, od marca 1959 do lipca 1961 radca Ambasady ZSRR w ZRA, od lipca do 3 listopada 1961 konsul generalny ZSRR w Damaszku. Od 3 listopada 1961 do 12 lutego 1968 ambasador nadzwyczajny i pełnomocny ZSRR w Syrii, od 8 stycznia 1971 do 7 lipca 1973 ambasador nadzwyczajny i pełnomocny ZSRR na Cyprze, od 29 grudnia 1973 do 17 marca 1982 ambasador nadzwyczajny i pełnomocny ZSRR w Iraku.